# Chiesa di Sant'Anna (Calangianus)
La chiesa di Sant'Anna è un edificio religioso situato a Calangianus, centro abitato della Gallura.

## Storia
La chiesa seicentesca di Sant'Anna è situata nel quartiere più antico di Calangianus, Lu Caponi, allora situato tra il quartiere di Santa Justa e quello di San Nicola di Monti Alcu. La sua prima struttura risale al 1665, come attesta una scrittura sulla facciata laterale.
Ha avuto negli anni due lavori di restauro, rispettivamente nel 1811 e nel 1987.

## Descrizione

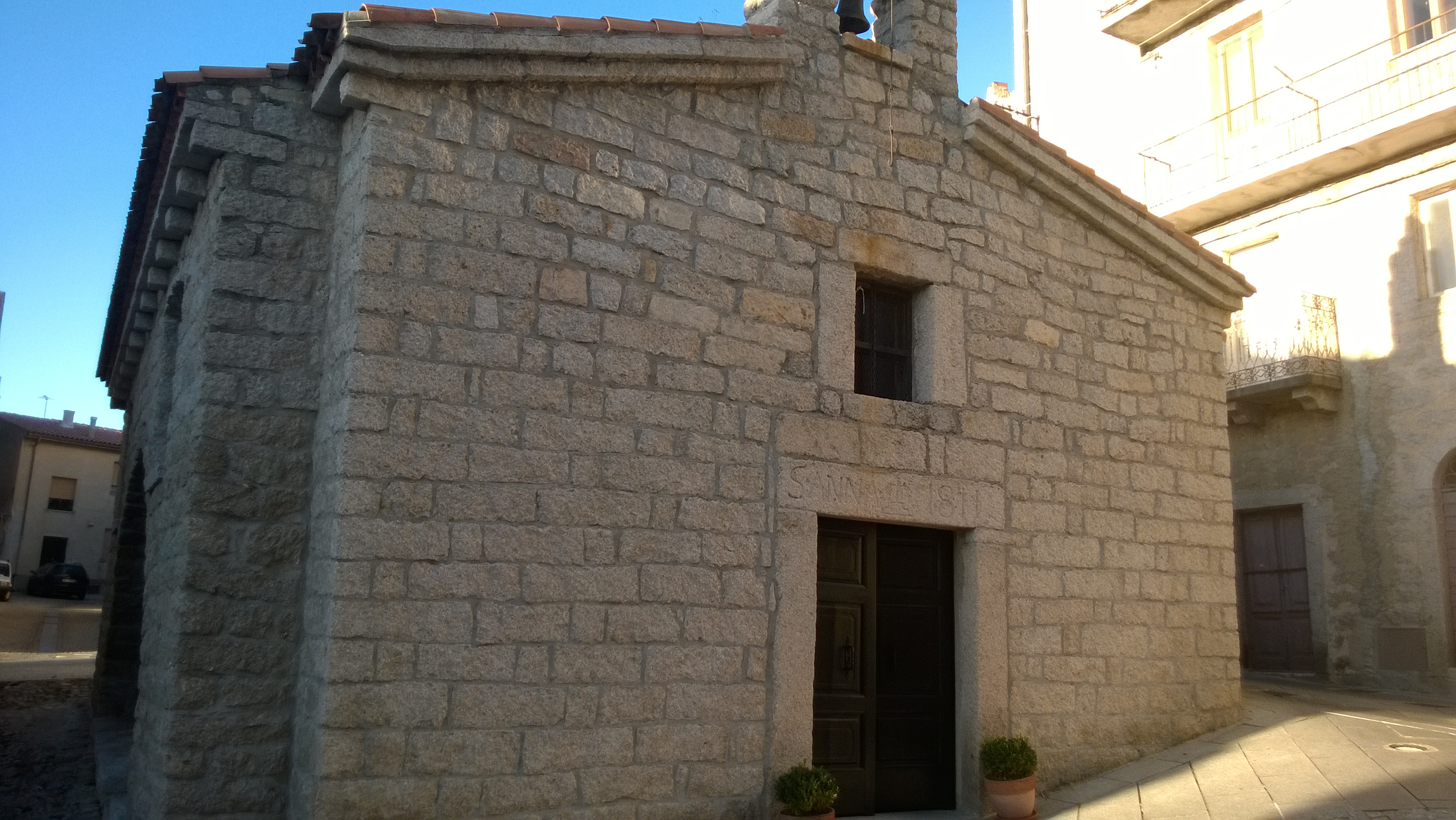
Facciata della chiesa di Sant'Anna.

Chiesa tipica dell'arte e dell'architettura gallurese, interamente granitica. Presenta due archi alle facciate laterali e una finestra che sovrasta il portale, a sua volta sovrastata da un campaniletto.
All'interno è caratterizzata da una sola navata,con volta a botte, con il presbitero lievemente più piccolo del resto della navata e rialzato. Sull'altare è presente, oltre alla nicchia con all'interno la caratteristica statua della santa, un suggestivo dipinto su tela che raffigura sant'Anna, realizzato da Giovanni Marghinotti.